# Jonathan Nielsen
Jonathan 'Lålå' Nielsen (født 20. januar 1991) er en dansk professionel fodboldspiller, der spiller for Hellerup IK. Lålå har tidligere spillet i Akademisk Boldklub og FC Helsingør. Jonathan Nielsen har som ungdomsspiller spillet i Helsingør IF og FC Helsingør.
Opholdet i AB blev ikke af helt den varighed "Lålå" havde håbet og et år senere vendte han tilbage til FC Helsingør (tidligere kaldet Elite 3000). Efter en succesfuld sæson i FC Helsingør, hvor han bl.a. blev topscorer, blev "Lålå" hentet af 1. divisionsklubben Hvidovre. 

## Karriere

### Hvidovre
I juli 2013 skiftede Nielsen til Hvidovre IF, hvor han skrev under på en toårig aftale.

### Lyngby BK
I starten af 2015 blev det offentliggjort, at Lyngby BK havde hentet Jonathan Nielsen i Hvidovre på en aftale gældende frem til 31. januar 2016. På grund af mange skader fik Jonathan Nielsen aldrig en kamp for Lyngby BK, og den 31. januar 2016 blev kontrakten ophævet.
Nielsen var ikke på kontrakt i foråret 2016.

### FC Helsingør
Jonathan Nielsen blev efter et længere forløb med genoptræning hentet tilbage til FC Helsingør i juli 2016. Han var dog ikke i stand til at tilspille sig en kontrakt for foråret 2017, hvorfor han da stoppede i klubben.

### Hellerup IK
Den 4. februar 2017 blev det offentliggjort, at Nielsen havde skrevet under på en etårig kontrakt gældende for den resterende del af 2017 med Hellerup IK.